# Districtul Chana
Chana (thailandeză จะนะ, malaieză Chenok) este un district (Amphoe) în partea sud-estică a Provinciei Songkhla, în Thailanda de sud.

## Geografie
Districtele vecine sunt amphoe-ul Thepha, amphoe-ul Na Thawi, amphoe-ul Sadao, amphoe-ul Hat Yai, amphoe-ul Na Mom și cu amphoe-ul Mueang Songkhla al Provinciei Songkhla. La nord-est este Golful Thailandei.

## Istorie
Original, Chana, împreună cu amphoe-ul Palian, amphoe-ul Thepha și Songkhla era una din cele patru subordinate Mueang sub Mueang-ul Phatthalung. Când Songkhla s-a despărțit de la Phatthalung și a făcut o subordonată directă a Bangkok-ului, Chana a fost apoi parte a Songkhla-ului.
Locația orașului era mutată de câteva ori, așa că când a fost creat un district în reformele administrative ale thesaphiban-ului la începutul secolului 20, sediul districtului era localizat în Na Thawi de astăzi. Cu toate acestea ca locația s-a dovedit a fi incomod s-a mutat la Ban Na. În 1917 districtul era renumit Ban Na după tambon-ul central iar în 1924 numele a fost schimbat la Chana de guvern pentru a evita confuzia cu amphoe-ul Ban Na San din provincia Surat Thani și amphoe-ul Ban Na din provincia Nakhon Nayok.

## Etimologie
Numele Chana este actual corupția thailandeză a Chenok-ului, numele său original malaezian.

## Administrație
Districtul este subdivizat în 14 subdistricte (tambon), care sunt subdivizate în 138 sate (muban). Chana este un municipiu subdistrict (thesaban tambon) care încojoară parți al tambon-ului Ban Na. Sunt ulterior 14 organizații administrative ale tambon-ului.
| Număr | Nume            | Thailandeză | Sate | Locuitori |
| ----- | --------------- | ----------- | ---- | --------- |
| 1.    | Ban Na          | บ้านนา       | 10   | 14,889    |
| 2.    | Pa Ching        | ป่าชิง        | 9    | 4,583     |
| 3.    | Saphan Mai Kaen | สะพานไม้แก่น  | 8    | 6,109     |
| 4.    | Sakom           | สะกอม       | 9    | 7,795     |
| 5.    | Na Wa           | นาหว้า       | 12   | 7,256     |
| 6.    | Na Thap         | นาทับ        | 14   | 11,694    |
| 7.    | Nam Khao        | น้ำขาว       | 11   | 3,723     |
| 8.    | Khun Tat Wai    | ขุนตัดหวาย    | 9    | 2,831     |
| 9.    | Tha Mo Sai      | ท่าหมอไทร    | 11   | 6,210     |
| 10.   | Chanong         | จะโหนง      | 11   | 7,384     |
| 11.   | Khu             | คู           | 9    | 5,979     |
| 12.   | Khae            | แค          | 7    | 4,038     |
| 13.   | Khlong Pia      | คลองเปียะ    | 10   | 5,377     |
| 14.   | Taling Chan     | ตลิ่งชัน       | 8    | 9,227     |

## Legături externe
- amphoe.com
- http://www.chana-sk.go.th Arhivat în 18 decembrie 2014, la Wayback Machine.